# Noszlopy Gáspár
Noszlopi Noszlopy Gáspár (Vrácsik (ma Újvárfalva), Somogy vármegye, 1820. augusztus 27. – Pest, 1853. március 3.) honvédőrnagy, kormánybiztos, az 1848–49-es szabadságharcot követő függetlenségi szervezkedések egyik vezetője és vértanúja.

## Családja
A dunántúli református nemesi származású noszlopi Noszlopy család sarja. Apja, noszlopi Noszlopy Antal (Celldömölk, 1771. 03. 01. - Vrácsik, 1838. 04. 15.), földbirtokos, anyja, szeniczei Bárány Julianna (Bátaapáti, 1789. 01. 31. - Vése, 1869. 03. 29.) asszony volt. Házasságukat Bátaapátin kötötték 1806.03.10.-én.
Házasságukból Gáspáron kívül további 10 gyermek született:
| Név                       | Született                | Meghalt                  | Házastársa                                                             |
| ------------------------- | ------------------------ | ------------------------ | ---------------------------------------------------------------------- |
| Noszlopy Anna             | Vrácsik, 1809. 06. 08.   | Keszthely, 1892. 01. 25. | Deseő Károly                                                           |
| Noszlopy Jozefa Katalin   | Vrácsik, 1811. 03. 10.   | Diszely, 1849            |                                                                        |
| Noszlopy Antal Pál        | Vrácsik, 1813. 01. 10.   | Csurgó, 1872. 03. 01.    | gattájai Gorove Anna                                                   |
| Noszlopy Amália           | Nagybajom, 1816. 06. 03. | Vése, 1850. 08. 02.      | Madarász Lajos                                                         |
| Noszlopy Pál              | Vrácsik, 1818. 08. 09.   | Vrácsik, 1892. 05. 17.   | thúrmezei Korenika Katalin                                             |
| Noszlopy Erzsébet         | Vrácsik, 1821.           | Nikla, 1888. 11. 12.     | pálfiszeghy Pálffy Zsigmond                                            |
| Noszlopy Viktor           | Csoknya, 1823. 01. 01.   | 1825                     |                                                                        |
| Noszlopy Júlianna Karolin | Csoknya, 1825. 04. 02.   | Nikla, 1893. 04. 07.     | egyházas - nagyberzsenyi Berzsenyi László (Berzsenyi Dániel költő fia) |
| Noszlopy Titusz           | Csoknya, 1826. 04. 20.   | Vrácsik, 1879. 07. 21.   | iklódi Szabó Terézia                                                   |
| Noszlopy Sándor Szeverusz | Csoknya, 1831. 02.       | 1832                     |                                                                        |

Noszlopy Gáspár 1851 augusztusában szerelmi viszonyba kezdett egy férjes asszonnyal, Csepcsányi Tamásné Szemere Erzsébettel (Baktakék, 1819. 02. 26. – Budapest, 1893. 06. 07.), kinek szülei: Szemere József és Szentimrey Zsuzsanna. Gáspárnak és Erzsébetnek született egy törvénytelen gyermeke Pesten, 1852. 06. 11.-én: Csepcsányi (Noszlopy) Kálmán Lajos László Tamás. Születése után édesanyja várfogságba került 18 hónapra, így egy idegen családhoz adták. Gáspár levélben írta meg mindezt családjának, melyben elismeri szerelmük gyümölcseként a kis Kálmánt. Erzsébet ki nem hirdetett végrendeletéből kiderült, hogy a gyermek Óváry Teréziához került, míg az anya börtönben volt. A kis Kálmán pedig 11 hónapos korában, 1853. 05. 26-án elhunyt görcsök közepette Budapesten. A budapesti Fiumei úti Temetőben helyeztek örök nyugalomra.

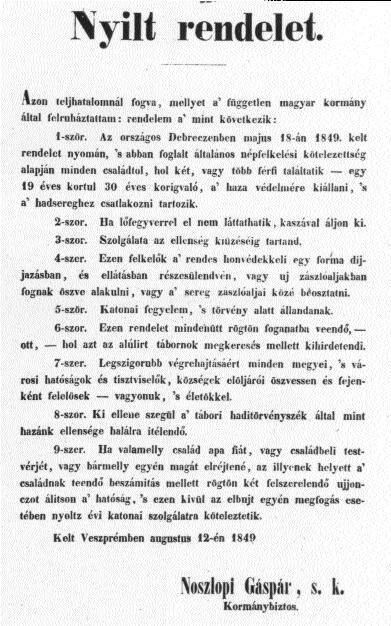
Noszlopy Gáspár kormánybiztos 1849. augusztus 12-én, Veszprémben kelt nyílt rendelete

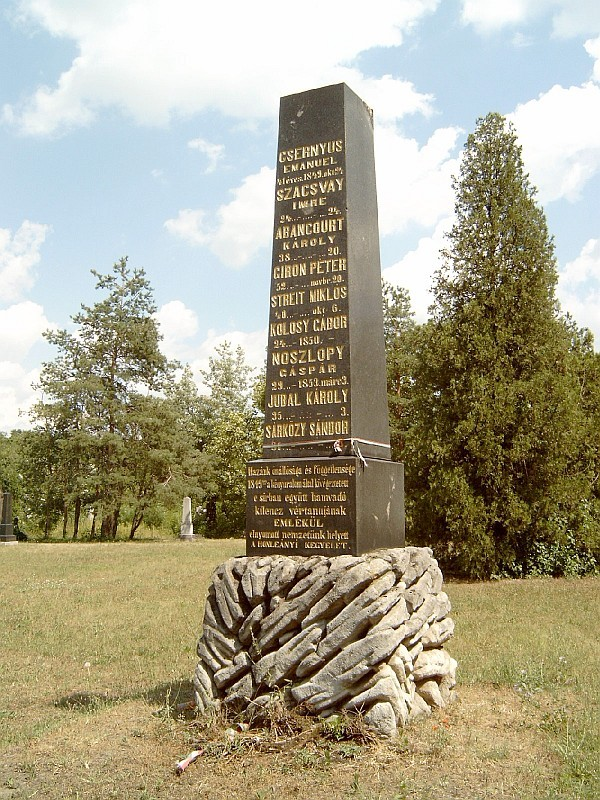
Csernus Menyhért, Szacsvay Imre, Karol Gustaw d’Abancourt de Franqueville, Peter Giron, Streith Miklós, Kolosy György, Noszlopy Gáspár, Jubál Károly, Sárközy Soma az 1848–49-es forradalom és szabadságharc és a Makk-féle összeesküvés kilenc vértanújának közös sírja a Kerepesi temetőben

## Élete
Pápán végzett jogi tanulmányok után 1843-ban táblai jegyzőként állami szolgálatba lépett. 1845-ben szerzett ügyvédi oklevelet. 1846-tól Somogy vármegye Marcali kerületének szolgabírája volt. 1848 szeptemberétől a járás népfelkelőinek parancsnokává nevezték ki. Csapataival Jellasics támadó seregének hátában tevékenykedett.
Szeptember 26-án Marcali határában hétszáz népfelkelő élén ártalmatlanná tett egy kétszáz horvát határőrből álló hadoszlopot. Miután a téli hadjárat során Laval Nugent Stájerországból támadó csapatai elől Debrecenbe menekült, bátyjával, Noszlopy Antallal tervet dolgozott ki a Dél-Dunántúl felszabadítására. Miután Kossuth a tervet elfogadta, Noszlopy a tavaszi hadjárat megindulásakor visszatért a Dunántúlra, és május 1-jén az általa szervezett népfelkelő csapat élén bevonult Kaposvárra. A császári csapatok kiverése után honvéd őrnagyi rangban, Somogy és Tolna vármegye kormánybiztosaként megszervezte a Dél-Dunántúl védelmét. 1849 júliusában az egész Dél-Dunántúl teljhatalmú kormánybiztosává nevezték ki. Hiányosan felszerelt, mintegy háromezer fős csapatával gerillaharcot vívott az ismét támadó Nugent táborszernagy ellen, majd az orosz intervenció után harcolva Komárom felé vonult vissza. Egységéből megszervezték a 127. zászlóaljat, Noszlopy azonban nem maradt a várban, hanem a Bakony vidékén szervezett gerillaharcra alkalmas csapatot.
1850. április 1-jén a császári hatóságok elfogták, de még az ítélet előtt megszökött. Kapcsolatba került a Makk József és Jubál Károly vezette illegális szervezkedéssel. Egy széles körben elterjedt legenda szerint 1851 nyarán, amikor az osztrák rendőrség megkezdte a mozgalom felszámolását, és Noszlopy Kecskemét környékén tevékenykedett, gerillacsapatával el akarta fogni a városon átutazó I. Ferenc Józsefet. E tervéről azonban hiteles források nem állnak rendelkezésre; azt sem a Votum informatívumban, sem az ítéletben, de még a nyomozati anyagban sem említik. 1852-ben a Bakonyba menekült, és újra szabadcsapatot szervezett. 1852. november 10-én Gindly Antal császárhű földbirtokostól akart pénzt szerezni csapata további működéséhez, de Gindly ellenszegült, és a csapat egyik tagja lelőtte. A nagy erőkkel megindított nyomozás eredményeként a csoport valamennyi tagját letartóztatták. Noszlopy Gáspárt november 16-án fogták el, tárgyalására Bécsben került sor, ahol 1853. február 27-én a Mária Terézia-féle katonai fenyítő eljárás 61., illetve a haditörvényszék 5. cikkelye alapján felségárulásért kötél általi halálra ítélték. Az ítélet végrehajtására Pestre szállították, majd március 3-án Jubál Károly tanárral és Sárközy Soma ügyvéddel együtt a város határában, az Üllői út mentén felakasztották; Noszlopynak végig kellett néznie társai halálát. A kivégzetteket a régi ferencvárosi temető árkába kaparták el. Özvegy Damjanich Jánosné kezdeményezésére 15 évvel később exhumálták és a Kerepesi temetőbe szállították további nyolc társával együtt. Földi maradványaik fölé 1870. november 1-jén síremléket állítottak.

## Emlékezete
- A kaposvári A Noszlopy Gáspár Közgazdasági Szakközépiskola 1961-ben vette fel a nevét
- A A marcali Noszlopy Gáspár Általános és Alapfokú Művészeti Iskola 1975-ben vette fel a nevét
- Élve vagy halva - 1979 (Noszlopy Gáspárról készült játékfilm)
- Noszlopy Gáspár vértanúsága (1848 emlékezete Somogyban – múzeumi kiállítás) 1998-tól Kaposváron
- 2001-ben avatták fel Noszlopy Gáspár szobrát Kecskeméten
- Kecskemét Bethlenváros nevű részében a vasútállomás melletti park viseli a nevét, ahol 1976 óta üzemel a város helyközi autóbusz-pályaudvara.

## A kultúrában
1980-ban mutatták be a Rényi Tamás rendezésében készült Élve vagy halva c. filmet, amely Noszlopy (bár fiktív) császár elleni emberrablási kísérletét helyezi a középpontba. Noszlopyt a filmben Balázsovits Lajos alakítja.